# 德勒古謝尼鄉 (雅西縣)
46°55′N 27°30′E / 46.917°N 27.500°E
德勒古謝尼鄉（羅馬尼亞語：Comuna Drăgușeni, Iași），是羅馬尼亞的鄉份，位於該國東北部，由雅西縣負責管轄，面積23平方公里，海拔高度157米，2007年人口1,577，人口密度每平方公里68人。